# Карл Август Фридрих (Валдек-Пирмонт)
Карл Август Фридрих фон Валдек-Пирмонт (на немски: Karl August Friedrich zu Waldeck-Pyrmont; * 24 септември 1704, Ханау; † 29 август 1763, Аролзен) е от 1728 до 1763 г. княз на Валдек-Пирмонт и командир на нидерландската войска през Войната за австрийското наследство.

## Биография
Той е вторият син на княз Фридрих Антон Улрих (1676 – 1728) и пфалцграфиня Луиза фон Пфалц-Биркенфелд-Бишвайлер (1678 – 1753), дъщеря на херцог и пфалцграф Кристиан II фон Пфалц-Цвайбрюкен-Биркенфелд.
След смъртта на баща му и по-големия му брат Кристиан Филип (1701 – 1728) той става княз на Валдек.
От 1733 до 1738 г. Карл е императорски генерал-фелдвахтмайстер през Полската наследствена война. След това участва в походите против турците. През 1737 г. е ранен при обсадата на крепост Риса, а през 1739 г. при Кроцка.
През 1742 г. Карл Август Фридрих е генерал и шеф на нидерландската войска по време на Австрийската наследствена война. През 1746 г. е императорски генерал-фелдмаршал на Свещената Римска империя.
След смъртта му съпругата му поема от 1764 до 1766 г. опекунството за най-големия им син Фридрих Карл Август.

## Фамилия
Карл се жени на 19 август 1741 г. в Цвайбрюкен за първата си братовчедка пфалцграфиня Кристиана Хенриета фон Пфалц-Цвайбрюкен (* 16 ноември 1725; † 11 февруари 1816), дъщеря на пфалцграф Кристиан III фон Цвайбрюкен и графиня Каролина фон Насау-Саарбрюкен. Те имат децата:
- Карл (1742 – 1756), наследствен принц на Валдек
- Фридрих Карл Август (1743 – 1812), княз на Валдек-Пирмонт
- Кристиан Август (1744 – 1798), фелдмаршал на войската на Португалия
- Георг I (1747 – 1813), принц на Валдек-Пирмонт и княз на Пирмонт-Раполтщайн (1747 – 1813), женен на 12 септември 1784 за принцеса Августа фон Шварцбург-Зондерсхаузен (1768 – 1849)
- Каролина Луиза (1748 – 1782), омъжена на 15 октомври 1765 (развод 1772) за херцог Петер фон Бирон от Курландия и Саган (1724 – 1800)
- Луиза (1751 – 1816), омъжена на 23 април 1775 за княз Фридрих Август фон Насау-Узинген (1738 – 1816), син на Карл фон Насау-Узинген
- Лудвиг (1752 – 1793), генерал-майор на холандската кавалерия, убит